# Аді Юссуф
Абділлає Абдалла Юссуф (англ. Abdillahie Abdalla Yussuf; нар. 20 лютого 1992, Занзібар, Танзанія) — танзанійський футболіст, нападник англійського клубу «Блекпул».

## Клубна кар'єра

### «Лестер Сіті»
Народився на острові Занзібар, Танзанія. Футбольну команду розпочав у юнацькій та резервній командах «Лестер Сіті». Проте за першу команду не зіграв жодного офіційного матчу й 21 травня 2011 року, наприкінці терміну дії контракту, отримав статус вільного агента.

#### Оренда в «Тамворт»
1 січня 2011 року відправився в 1-місячну оренду до представника Національної конференції «Тамворт». У новій команді дебютував 1 січня 2011 року в переможному (1:0) поєдинку проти «Кеттерінг Таун». «Тамворт» переміг завдяки автоголу Пола Фарлонга, а Юссуф вийшов на футбольне поле на 45-й хвилині, замінивши Скота Берроу.

### «Бертон Альбіон»
Добре зарекомендував себе під час перегляду в передсезонних матчах (2011/12), завдяки чому 2 серпня 2011 року підписав 1-річний контракт з «Бертон Альбіон». 29 жовтня 2011 року відзначився дебютним голом за «Бертон» в переможному (6:3) виїзному поєдинку проти «Барнета». Маючи безліч гольових моментів після цього в наступних матчах, своїм другим голом у футболці клубу Аді відзначився лише 11 серпня 2012 року в поєдинку кубку Ліги проти «Шеффілд Юнайтед», в якому «Бертон» здобув перемогу в серії післяматчевих пенальті.

### «Лінкольн Сіті»
23 травня 2013 року підписав 1-річний контракт з представником Національної конференції «Лінкольн Сіті». Після двох матчів у футболці «Імпс» в пошуках ігрової практики Юссуф відправився в оренди до «Гейнсборо Триніті», «Гаррогейт Таун» та «Гістон». У футболці цих трьох клубів зіграв 10 матчів та відзначився 3-а голами.

### «Оксфорд Сіті»
1 серпня 2014 року підписав 1-річний контракт з представником Національної конференції Північ «Оксфорд Сіті». Дебютував у футболці нового клубу 9 серпня 2014 року в переможному (1:0) виїзному поєдинку проти «Гайд Юнайтед», де відіграв усі 90 хвилин. Відзначився дебютними голами (на 5-й та 27-й хвилинах) за «Оксфорд Сіті» у виїзному поєдинку проти «Соліхалл Мурс». 15 листопада 2014 року відзначився 10-м голом у чемпіонаті, в переможному (2:1) поєдинку проти «Броклі Таун». 7 лютого 2015 року відзначився дебютним хет-триком за «Оксфорд», в переможному (5:0) поєдинку проти «Броклі Таун»..

### «Менсфілд Таун»
5 червня 2015 року залишив «Оксфорд Сіті» вільним агентом та перейшов до «Менсфілд Таун». 8 серпня 2015 року дебютував за «Менсфілд» в нічийному (1:1) поєдинку проти «Карлайл Юнайтед». Аді вийшов на поле на 74-й хвилині, замінивши Натана Томаса. Дебютним голом за «Мансфілд» відзначився 3 жовтня 2015 року на 85-й хвилині переможного (4:3) домашнього поєдинку проти «Дагенем енд Редбрідж». 11 березня 2016 року Юссуф отримав 5-матчеву дискваліфікацію та штраф у розмірі 700 британських фунтів від Футбольної асоціації за сечовипускання біля задньої стіни трибуни під час розминки в поєдинку Ліги 2 проти «Плімут Аргайл», в якому танзанієць так і не вийшов на футбольне поле.

#### Оренда в «Кроулі Таун»
2 серпня 2016 року відправився у 6-місячну оренду до «Кроулі Таун». А чотири дні по тому Юссуф дебютував за нову команду, в переможному (1:0) поєдинку проти «Вікем Вондерерз», в якому на 95-й хвилині замінив Енцио Болдевейна. 24 вересня 2016 року відзначився своїм першим голом за «Кроулі» в переможному (3:2) виїзному поєдинку проти «Моркема», відкривши рахунок у матчі на 72-й хвилині. 26 грудня 2016 року головний тренер «Морекам» Дермот Драммі повідомив про дострокове припинення оренди Юссуфа.

### «Грімсбі Таун»
1 січня 2017 року вільним агентом перейшов до представника Ліги 2 «Грімсбі Таун», уклавши з клубом 1,5-річний контракт. А через два дні дебютував за команду, відзначившись голом у переможному (3:1) для «Грімсбі» поєдинку проти «Карлайл Юнайтед», в якому допоміг перервати бкзпрограшну серію суперників. У виїзному поєдинку проти «Гартпул Юнайтед» відзначився вдруге поспіль у своїх перших двох матчах за «моряків».

### «Барроу»
29 липня 2017 року підписав 1-річний клонтракт з представником Національної ліги «Барроу».

### «Соліхалл Мурс»
25 січня 2018 року вільним агентом перебрався до складу іншого представника Національної ліги, «Соліхалл Мурс», підписавши з клубом 1,5-річний контракт. В своєму першому ж матчі, проти «Дагенем енд Редбрідж» відзначився голом, а вже через 2 хвилини (69-а хвилина) його замінили. До початку другого раунду кубку Футбольної асоціації відзначився 4-а голами.

### «Блекпул»
У равні 2019 року, після завершення дії договору з «Соліхалл Мурс», підписав 2 річний контракт, з можливістю продовження ще на 3 роки, з «Блекпулом»

#### Оренда в «Соліхалл Мурс»
17 вересня 2019 року підписав орендну угоду до січня 2020 року зі своєю колишньою командою, «Соліхалл Мурс».

## Кар'єра в збірній
У серпні 2015 року отримав дебютний виклик до збірної Танзанії. У березні 2016 року отримав черговий виклик до національної команди; проте через дискваліфікацію не зіграв у жодному матчі. У травні 2019 року потрапив до попереднього списку з 39-и гравців збірної Танзанії для участі в кубку африканських націй 2019.
У футболці національної збірної Танзанії дебютував 16 червня 2019 року в Каїрі, в товариському матчі проти Зімбабве.

## Статистика

### Клубна
Станом на 20 серпня 2019
| Клуб                         | Сезон             | Ліга                    | Ліга  | Ліга | Кубок ФА | Кубок ФА | Кубок ліги | Кубок ліги | Інші  | Інші | Загалом | Загалом |
| Клуб                         | Сезон             | Дивізіон                | Матчі | Голи | Матчі    | Голи     | Матчі      | Голи       | Матчі | Голи | Матчі   | Голи    |
| ---------------------------- | ----------------- | ----------------------- | ----- | ---- | -------- | -------- | ---------- | ---------- | ----- | ---- | ------- | ------- |
| «Лестер Сіті»                | 2010–11           | Чемпіоншип              | 0     | 0    | 0        | 0        | 0          | 0          | —     | —    | 0       | 0       |
| «Тамворт» (оренда)           | 2010–11           | Національна Конференція | 10    | 2    | 0        | 0        | —          | —          | —     | —    | 10      | 2       |
| «Бертон Альбіон»             | 2011–12           | Друга ліга              | 17    | 1    | 0        | 0        | 1          | 0          | 1     | 0    | 19      | 1       |
| «Бертон Альбіон»             | 2012–13           | Друга ліга              | 8     | 0    | 0        | 0        | 3          | 1          | 1     | 0    | 12      | 1       |
| «Бертон Альбіон»             | Загалом           | Загалом                 | 25    | 1    | 0        | 0        | 4          | 1          | 2     | 0    | 31      | 2       |
| «Лінкольн Сіті»              | 2013–14           | Національна Конференція | 2     | 0    | 0        | 0        | —          | —          | —     | —    | 2       | 0       |
| «Гейнсборо Триніті» (оренда) | 2013–14           | Північна Конференція    | 2     | 1    | 0        | 0        | —          | —          | —     | —    | 2       | 1       |
| «Гаррогейт Таун» (оренда)    | 2013–14           | Північна Конференція    | 2     | 0    | 0        | 0        | —          | —          | —     | —    | 2       | 0       |
| «Гістон» (оренда)            | 2013–14           | Північна Конференція    | 8     | 1    | 0        | 0        | —          | —          | —     | —    | 8       | 1       |
| «Оксфорд Сіті»               | 2014–15           | Північна Конференція    | 39    | 27   | 0        | 0        | —          | —          | 3     | 2    | 42      | 29      |
| «Менсфілд Таун»              | 2015–16           | Друга ліга              | 26    | 5    | 2        | 0        | 1          | 0          | 1     | 0    | 30      | 5       |
| «Кроулі Таун» (оренда)       | 2016–17           | Друга ліга              | 16    | 2    | 2        | 0        | 1          | 0          | 4     | 1    | 23      | 3       |
| «Грімсбі Таун»               | 2016–17           | Друга ліга              | 11    | 2    | 0        | 0        | 0          | 0          | 0     | 0    | 11      | 2       |
| «Барроу»                     | 2017–18           | Національна ліга        | 21    | 5    | 1        | 0        | —          | —          | 3     | 0    | 25      | 5       |
| «Соліхалл Мурс»              | 2017–18           | Національна ліга        | 13    | 5    | 0        | 0        | —          | —          | 0     | 0    | 13      | 5       |
| «Соліхалл Мурс»              | 2018–19           | Національна ліга        | 44    | 14   | 4        | 4        | —          | —          | 6     | 3    | 54      | 21      |
| «Соліхалл Мурс»              | Загалом           | Загалом                 | 57    | 19   | 4        | 4        | —          | —          | 6     | 3    | 67      | 26      |
| «Блекпул»                    | 2019–20           | Перша ліга              | 0     | 0    | 0        | 0        | 0          | 0          | 0     | 0    | 0       | 0       |
| Усього за кар'єру            | Усього за кар'єру | Усього за кар'єру       | 219   | 65   | 9        | 4        | 6          | 1          | 19    | 6    | 253     | 76      |

1. 1 2 3 4  Матчі(і) в Трофеї ФЛ
2. 1 2  Матч(і) у Трофеї ФА
3. ↑  Один матч у плей-оф Національної ліги, 5 матчів та 3 голи у Трофеї ФА

### У збірній
Станом на 16 червня 2019
| Національна збірна | Рік     | Матчі | Голи |
| ------------------ | ------- | ----- | ---- |
| Танзанія           | 2019    | 1     | 0    |
| Танзанія           | Загалом | 1     | 0    |

## Досягнення
Індивідуальні
- Команда року Північної Конференції (1): 2014/15[37]
- Найкращий бомбардир «Соліхалл Мурс»: 2018/19[38]